# 亨利·维克托·勒尼奥
亨利·维克托·勒尼奥（法語：Henri Victor Regnault，1810年7月21日—1878年1月19日）是一名法国化学家害物理学家，因精确测量气体热力性质而闻名，是早期热力学家之一。
在1840年代後期擔任威廉·汤姆森的導師。他從未使用過他的第一個名字亨利（Herni），並且終生被稱為维克托·勒尼奥（Victor Regnault）。

## 生平
勒尼奥1810年7月21日出生于法蘭西第一帝國亚琛，在父母去世後八歲移居巴黎，在一家室內裝潢公司工作至18歲。1830年考入巴黎綜合理工學院，1832年畢業於國立巴黎高等礦業學校。